# Tommy Castro
Tommy Castro (San José, 1955. április 15. –), amerikai blues-, R&B-, rockgitáros, énekes.

## Pályafutása
Tízéves kora óta intenzív érdeklődést mutatott a gitár iránt. Olyan óriásokat hallgatott, mint Eric Clapton, Mike Bloomfield, Elvin Bishop. Egyre többet foglalkozott a blueszal, lelkesedett a B. B. King, Buddy Guy, Muddy Waters, Elmore James és Freddie King játékáért, valamint Ray Charles, Otis Redding, Wilson Pickett és James Brown énekstílusáért.
1991-ig, a Tommy Castro Band alapításáig különböző zenekarokban játszott. 1993-ban és 1994-ben a zenekar elnyerte az év legjobb klubzenekarának járó Bay Area Music Award díjat. Az NBC "„Comedy Showcase” házi zenekarában végzett munkája növelte népszerűségét, mivel közvetlenül a „Saturday Night Live” után futott és olyan sok nézőt ért el.
1996-ban felvették az első albumot (Exception to the Rule), ami jelentős kritikai elismerést kapott. A második album már széles körben ismertté tette a zenekart.
2000-ben megjelent a „Live at the Fillmore” című album, amely B. B. King-et is lenyűgözte.

## Albumok
- 1994: No Foolin
- 1995: Exception to the Rule
- 1997: Can't Keep a Good Man Down
- 1998: Right as Rain
- 2000: Live at the Fillmore
- 2001: Guilty of Love
- 2001: Mystic Theater Live promotional EP
- 2003: Gratitude (Heart And Soul) – now on Oarfin
- 2003: The Essential (Janblues)
- 2003: Triple Trouble
- 2005: Soul Shaker
- 2007: Painkiller
- 2008: Command Performance: Legendary Rhythm & Blues Revue
- 2009: Hard Believer
- 2011: Tommy Castro Presents The Legendary Rhythm & Blues Revue!
- 2013: Greedy/That's All I Got (single)
- 2014: The Devil You Know
- 2015: Method To My Madness
- 2016: The Very Best of Tommy Castro
- 2017: Stompin' Ground
- 2019: Killin' It Live

## Díjak
- 1993 és 1994: Bay Area Music Awards [1]
- 2008: Blues Music Award(wd): „Az év előadója”